# Fiorenzo Marini
Fiorenzo Marini (14 de marzo de 1914-25 de enero de 1991) fue un deportista italiano que compitió en esgrima, especialista en la modalidad de espada.
Participó en dos Juegos Olímpicos de Verano, obteniendo dos medallas, plata en Londres 1948 y oro en Roma 1960. Ganó tres medallas en el Campeonato Mundial de Esgrima entre los años 1950 y 1953.

## Palmarés internacional
| Juegos Olímpicos   | Juegos Olímpicos      | Juegos Olímpicos  | Juegos Olímpicos   |
| Año                | Lugar                 | Medalla           | Prueba             |
| ------------------ | --------------------- | ----------------- | ------------------ |
| 1948               | Londres (Reino Unido) | Medalla de plata  | Espada por equipos |
| 1960               | Roma (Italia)         | Medalla de oro    | Espada por equipos |
| Campeonato Mundial |                       |                   |                    |
| Año                | Lugar                 | Medalla           | Prueba             |
| 1950               | Montecarlo (Mónaco)   | Medalla de oro    | Espada por equipos |
| 1951               | Estocolmo (Suecia)    | Medalla de plata  | Espada por equipos |
| 1953               | Bruselas (Bélgica)    | Medalla de bronce | Espada individual  |